# دیدیه پن
دیدیه پن (زاده ۸ دسامبر ۱۹۴۷ در شرانتون-لو-پون) بازیگر و تهیه‌کنندهٔ اهل کشور فرانسه است. وی دایی ونسا و آلیسون پارادی است.

## قسمتی از فیلم‌شناسی
- ژان دو فلورت (۱۹۸۶)
- پدر پرافتخار من (۱۹۹۰)
- معجون زمان (۱۹۹۳)
- گوژپشت (۱۹۹۷)